# Autoserica boeri
Autoserica boeri är en skalbaggsart som beskrevs av Moser 1916. Autoserica boeri ingår i släktet Autoserica och familjen Melolonthidae. Inga underarter finns listade.